# Hals (muziekinstrument)
De hals van een snaarinstrument is het deel tussen de kop met de stemmechanieken en de klankkast. Over de hals, die al dan niet voorzien kan zijn van fretten, lopen de snaren. De bovenkant van de hals waar de snaren boven gespannen zijn, noemt men bij zowel strijk- als tokkelinstrumenten de toets. Een toets kan echter verder doorlopen dan de hiel (het bevestigingspunt op de body of klankkast) van de hals. Bij de meeste strijkinstrumenten en sommige archtopgitaren zweeft het laatste deel van de toets boven de klankkast. Door met bepaalde greeptechnieken een of meer snaren tegen de toets te drukken wordt de lengte van het trillende deel van de betrokken snaar verkort, waardoor een hogere toon wordt voortgebracht.Naast de meest voorkomende vorm van muziekinstrumenten met slechts één hals zijn er ook instrumenten met twee of meer halzen. 

## Gitaarhals
Doorgaans bestaat een gitaarhals uit ten minste twee delen; de eigenlijke hals, met daarop een dunne plak hout, "toets" genaamd. In de toets zijn de fretten vastgezet. Bij de meeste staalsnarige (dus ook elektrische) gitaren loopt door de hals vaak een verstelbare stalen halspen. Hiermee kan de kromming van de hals worden versteld, en daarmee de afstand tussen de fretten en de snaren (actie). Veel mensen denken dat een gitaarhals perfect recht moet zijn. In werkelijkheid zit er (als het goed is) een lichte buiging naar voren in. Als dat niet het geval is zouden de snaren op hogere posities een te grote afstand van te toets krijgen of aanlopen bij de laagste posities. Is die kromming te sterk dan is de actie in het midden of op de gehele toets te hoog. Een te hoge of te lage actie kan ook komen door een slecht afgestelde brug/kam en topkam. Een ander probleem met gitaarhalzen kan torsie zijn. Dat is een draaiing in de hals. Door torsie lopen sommige snaren aan terwijl anderen een te hoge actie hebben.